# Pozoblanco (Gerichtsbezirk)
Der Gerichtsbezirk Pozoblanco ist einer der zwölf Gerichtsbezirke in der spanischen Provinz Córdoba.
Der Bezirk umfasst 13 Gemeinden auf einer Fläche von 2.204,21 km² mit dem Hauptquartier in Pozoblanco.

## Gemeinden
| Gemeinde                  | Einwohner (2024) | Fläche km² | Dichte Einw./km² | Cod INE | Postleitzahl |
| ------------------------- | ---------------- | ---------- | ---------------- | ------- | ------------ |
| Alcaracejos               | 1.501            | 175,62     | 9                | 14003   | 14480        |
| Añora                     | 1.503            | 112,57     | 13               | 14006   | 14450        |
| Conquista                 | 373              | 38,55      | 10               | 14020   | 14448        |
| Dos Torres                | 2.365            | 129,09     | 18               | 14023   | 14460        |
| El Guijo                  | 346              | 67,28      | 5                | 14034   | 14413        |
| Pedroche                  | 1.456            | 121,65     | 12               | 14051   | 14412        |
| Pozoblanco                | 16.946           | 329,92     | 51               | 14054   | 14400        |
| Santa Eufemia             | 710              | 187,34     | 4                | 14061   | 14491        |
| Torrecampo                | 1.000            | 196,54     | 5                | 14062   | 14410        |
| Villanueva de Córdoba     | 8.381            | 429,52     | 20               | 14069   | 14440        |
| Villanueva del Duque      | 1.404            | 137,64     | 10               | 14070   | 14250        |
| Villaralto                | 1.075            | 24,07      | 45               | 14072   | 14490        |
| El Viso                   | 2.511            | 254,42     | 10               | 14074   | 14074        |
| Gerichtsbezirk Pozoblanco | 39.571           | 2.204,21   | 18               | –       | –            |